# Heinkel He 219
El Heinkel He 219 Uhu (‘mussol’ en alemany) va ser un caça nocturn alemany de la Luftwaffe emprat al final de la Segona Guerra Mundial. El Reichsluftfahrtministerium (RLM, Ministeri de l'aviació) va publicar l'any 1942 les especificacions per a un caça nocturn avançat que va rebre el nom de He 219. Va ser un avió bastant sofisticat del que se n'havia esperat que tingués un efecte significatiu sobre l'ofensiva estratègica de bombardeig de la Royal Air Force britànica (RAF). Tot i que en van entrar en servei alguns centenars d'avions i van colpejar durament la RAF, el seu impacte no va pas tenir transcendència sobre el curs de la guerra.

## Desenvolupament
A causa de les rivalitats polítiques entre el Generalmajor Josef Kammhuber, comandant de la Força de Caces Nocturns de la Luftwaffe, Ernst Heinkel, el constructor de l'avió, i Erhard Milch, responsable del desenvolupament i producció de l'aeronau al Reichsluftfahrtministerium, la construcció, el desenvolupament i la producció de l'avió van resultar molt tortuosos. A tot això s'afegia la complexitat tecnològica (radar, sistemes de navegació nocturna, seients projectables i armament amb comandament a distància entre altres), i el seu elevat cost de producció. Tals circumstàncies, sumades a factors burocràtics, van limitar el nombre d'unitats produïdes.

## Disseny
Quan Robert Lusser va tornar a treballar amb Ernst Heinkel, a l'empresa Heinkel Flugzeugwerke, procedent de Messerschmitt AG, es va implicar en el desenvolupament d'un nou projecte de bombarder d'alta velocitat que es va anomenar P.1055. Aquest era un disseny avançat amb una cabina pressuritzada, seients projectables (el primer avió de combat que en tenia), tren d'aterratge d'estil tricicle (una segona primícia de la Luftwaffe) i armament defensiu amb comandament a distància similar al utilitzat pel Messerschmitt Me 210. L'energia provenia per dos motors Daimler-Benz DB 610 de 2.950 h.p. cadascú, que tenien un excel·lent funcionament amb una velocitat màxima d'aproximadament 750 km/h i un abast de 4.000 kilòmetres amb 2.000 kg de càrrega de bombes.
El RLM va denegar el disseny l'agost de 1940 amb l'argument de que era massa complex i aventurat. Lusser va oferir ràpidament quatre versions de l'avió amb diversos alerons i motors per equilibrar el funcionament i minimitzar el risc. Al mateix temps, va oferir el caça nocturn denominat P.1056 amb quatre canons de 20 mil·límetres a les ales i el cos. El RLM va denegar totes les propostes amb els mateixos arguments el 1941. Ernst Heinkel era furiós i va fer fora Lusser immediatament.
Al mateix temps que Lusser dissenyava el P.1055, Kammhuber havia començat a cercar ràpidament un avió específic per a la seva cada vegada major Força de Caces Nocturns (Nachtjagd). Heinkel ràpidament va reajustar el P.1055 per a realitzar aquell paper i el va anomenar P.1060. El disseny d'aquest era similar en la disposició però una mica més petit i accionat pel motor Daimler-Benz DB 603, més petit i més simple. El funcionament d'aquest motor a gran altura no era conegut, el que era un problema per aquell disseny amb ales curtes, però Daimler va oferir una nova versió G adaptable al prototip. Heinkel era segur que tenia un disseny guanyador i el va enviar al RLM el gener de 1942 pagant el primer prototip de la seva butxaca però el ministeri el va denegar una altra vegada a favor dels nous dissenys basats en el Junkers Ju 88 i el Messerschmitt Me 210.

## Producció
La construcció del prototip va començar el febrer de 1942, però va patir un revés important en el procés quan la firma Daimler va comunicar que el motor DB 603G no seria llest a temps. El remplaçarien per un motor DB 603A amb una nova relació d'engranatge a les hèlices amb la nova designació DB 603C. A banda, no el van poder entregar fins a agost, pel que el prototip no va volar fins al 15 de novembre de 1942. Quan Kammhuber va veure que era el prototip número dinou, va decidir començar immediatament la producció, passant per sobre de les objeccions de Milch, que havia refusat el projecte de l'avió al gener.
Es van descobrir problemes d'estabilitat en el prototip, però Heinkel va superar el problema oferint un premi en efectiu als enginyers que resoldrien el problema. En l'armament es van realitzar altres canvis: es van eliminar els canons defensius posteriors, que van provar ser ineficaços; l'armament frontal va ser augmentat a dos canons de 20 mm a les arrels alars i quatre canons més afegits a la zona ventral. Els prototips de preproducció van passar a ser denominats He 219 A-0 (avions de les sèries V) i desenvolupats tan ràpidament que les versions V7, V8 i V9 van ser entregades a les unitats operatives el juny de 1943 per a avaluació.

## Epíleg
L'avió inicialment estava dotat de motors inadequats per al seu pes, el que no va impedir que va esdevenir la màquina idònia per combatre el primer avió furtiu construït en fusta, el Mosquito britànic. Va rebre el renom de Matador de mosquits i aconseguir una reputació quasi mítica. Algunes versions d'aquest caça van ser dotades de tres seients, ales amb envergadura allargada i motors DB 603L amb turbocompressor. Versions posteriors de la sèrie B i C comptarien amb els motors Junkers Jumo 213 i de vegades el Jumo 222 amb 2.500 h.p.
A causa de la indolència política, la miopia tècnica del RLM (tot i la insistència dels oficials de la Luftwaffe per a continuar-ne i augmentar-ne la  producció) i les tenses relacions entre Heinkel i el mariscal del Reich Milch, originades en part per problemes amb alguns projectes aeronàutics com l'ocorregut amb el bombarder Heinkel He 177 Greiff, la producció del He 219 es va aturar en 268 exemplars i van ser únicament de la variant A. El mes de maig 1944 Milch, a càrrec de la producció d'avions, va convèncer el RLM que abandonés la producció del He 219 per afavorir dos nous caces nocturns, el Junkers Ju 388J, que mai no va entrar en servei operatiu, i el Focke-Wulf Ta 154, un disseny en fusta propens a patir falles estructurals.
Per altra banda, el seu formidable armament, maniobrabilitat i equipament de caça nocturn en feien un dur adversari per a bombarders i escoltes aliats i mostraven clarament el que el RLM no veia, que s'hauria hagut de continuar amb la producció de l'avió. Una Ala de Caça Nocturna armada amb aquest avió, en lloc de la utilització d'un caça pesant i antiquat com el Messerschmitt Bf 110 o un bombarder mitjà adaptat com era el Junkers Ju 88, hauria exercit una oposició més consistent contra la RAF.

## Avui en dia
Amb un nombre molt reduït d'avions en producció, és sorprenent que alguns sobrevisquessin a la guerra. El 16 de juny de 1945, el servei d'intel·ligència de la Força Aèria dels Estats Units va iniciar l'Operació LUSTY (tecnologia secreta de la Luftwaffe) i com a part d'aquesta van aconseguir tres He 219 a la localitat de Grove, al sud de Jutlàndia a Alemanya, base del 1r Esquadre de Caça Nocturna (Nachtjagdgeschwader 1) quan la guerra va acabar. Aquests avions van ser pilotats pels “Watson's Wizzers” amb destinació de Cherbourg a França, i despres van ser enviats êr a avaluart als Estats Units amb altres avions alemanys capturats a bord del portaavions britànic HMS Reaper. L'aparell amb el número de sèrie 290060 del model He 219 A-5 li va ser assignat el número FE-612 i no se sap on es trobé. No es tenen dades de la destinació del segon avió.
La tercera unitat, identificada amb el número de sèrie 290202 del tipus He 219A-2 va ser reensamblada al camp Ford, a Newark (Nova Jersey) i li va ser assignat el número FE-614 (posteriorment se li va assignar el número T2-614). Aquesta unitat va ser provada al camp Freeman, a l'estat d'Indiana per a l'avaluació de vol junt amb el segon dels tres He 219. El A-2 va ser traslladat el 1946 a l'aeroport Orchard Place a Park Ridge, Illinois, emmagatzemat en una fàbrica d'avions i després transferit el 3 de gener de 1949 al NASM (Museu Nacional d'Aeronàutica i de l'Espai de l'Institut Smithsonian). Desmantellat per al seu emmagatzematge des de 1955, va ser restaurat dins la col·lecció del NASM a Washington DC, Estats Units; no obstant les ales de l'exemplar van ser reparades a l'Edifici 7 de les instal·lacions Paul Garber del NASM a Suitland, Maryland. El fuselatge va ser presentat a l'exposició al centre Udvar-Hazy de l'aeroport de Dulles, prop d'un avió Dornier Do 335 i un Arado Ar 234, els quals també van ser traslladats en els anys 60 per l'Atlàntic.

## Especificacions (He 219 A-7)
Dades de Jane's Fighting Aircraft of World War II
Característiques generals
- Tripulació: 2
- Longitud: 15,5 m
- Envergadura: 18,5 m
- Alçada: 4,4 m
- Superfície de l'ala 44,4 m²
- Pes màxim d'enlairament: 13.580 kg
- Motors: 2×  motor alternatiu de 12 cilindres en V refrigerat per líquid Daimler-Benz DB 603E, 1.800 cv (1.324 kW)   cada un
- Hèlixs: VDM de 3 pales i pas constant

 Rendiment 
- Velocitat màxima: 616 km/h (333 nusos)
- Abast: 1.540 km
- Abast en trasllat: 2.148 km
- Sostre de servei: 9.300 m

Armament

- Metralladores: 

  - 4 × canons automàtics de calibre 20 mm MG 151/20, amb 300 projectils per arma. 2 situats en el suport ventral i un a cada arrel alar.
  - 2 × canons automàtics de calibre 30 mm MK 108, Schräge Musik al fuselatge i orientats en un angle de 65° sobre l'horitzontal, 100 projectils per arma.